# Heudicourt (Eure)
Heudicourt és un municipi francès, situat al departament de l'Eure i a la regió de Normandia. L'any 1999 tenia 535 habitants.

## Situació
Heudicourt es troba al nord-est del departament de l'Eure, dins el Vexin normand.

## Administració
L'alcalde del municipi és Yves Estève (2001-2008).

## Demografia
| Evolució de la població |      |      |      |      |      |      |      |      |
| 1793                    | 1800 | 1806 | 1821 | 1831 | 1836 | 1841 | 1846 | 1851 |
| 830                     | 790  | 760  | 746  | 745  | 762  | 765  | 780  | 807  |

| 1856 | 1861 | 1866 | 1872 | 1876 | 1881 | 1886 | 1891 | 1896 |
| ---- | ---- | ---- | ---- | ---- | ---- | ---- | ---- | ---- |
| 777  | 732  | 673  | 614  | 623  | 590  | 581  | 507  | 480  |

| 1901 | 1906 | 1911 | 1921 | 1926 | 1931 | 1936 | 1946 | 1954 |
| ---- | ---- | ---- | ---- | ---- | ---- | ---- | ---- | ---- |
| 450  | 438  | 437  | 369  | 362  | 347  | 347  | 381  | 397  |

| 1962 | 1968 | 1975 | 1982 | 1990 | 1999 | 2006 | 2011 | 2016 |
| ---- | ---- | ---- | ---- | ---- | ---- | ---- | ---- | ---- |
| 428  | 441  | 389  | 392  | 519  | 535  | -    | -    | -    |

| 2019 | - | - | - | - | - | - | - | - |
| ---- | - | - | - | - | - | - | - | - |
| -    | - | - | - | - | - | - | - | - |

## Llocs d'interès
- Església de Saint-Sulpice.
- Castell.